# مازی کله
مازی کله، روستایی از توابع بخش مرکزی شهرستان لاهیجان در استان گیلان ایران است.
و‌ مهم ترین بخش آن بخش ماهان مازی کله است

## جمعیت
این روستا در دهستان آهندان قرار دارد و براساس سرشماری مرکز آمار ایران در سال ۱۳۸۵، جمعیت آن ۱۳۱ نفر (۳۴خانوار) بوده‌است.